# Michael Stewart
Michael James Stewart (født 26. februar 1981 i Edinburgh, Skotland) er en skotsk tidligere fodboldspiller. Han spillede i løbet af karrieren for begge de to store Edinburgh-klubber, Hearts og Hibernian. Stewart nåede også at spille fire kampe for det skotske landshold.